# Наконечный, Валерий Павлович
Валерий Павлович Наконечный (укр. Валерій Павлович Наконечний ; 23 июля 1951, с. Гладковичи, (ныне Овручского района Житомирской области Украины) — 1 августа 2011, Киев) — украинский и советский артист театра и кино, заслуженный артист Украины (2011). Член Национального союза кинематографистов Украины.

## Биография
После окончания 8-летней школы и горного ПТУ работал на шахте в г. Антрацит (Луганская область). Отслужив в армии, в 1972 году вернулся на шахту, где работал крепильщиком.
Окончил Киевский государственный институт театрального искусства имени И. К. Карпенко-Карого и с 1977 года играл на сцене Крымского академического русского драматического театра им. Горького.
С 1979 года — актёр Киевской Киностудии имени А. Довженко, позже государственного предприятия «Національна кіностудія художніх фільмів імені Олександра Довженка». В кино снимался с 1980 года. Мастер эпизодических ролей. Выступал с концертами, исполнял песни, читал стихи.
Умер после продолжительной болезни в Киеве. Похоронен на Северном кладбище Киева.

## Избранная фильмография
- 1981 — Под свист пуль — эпизодическая роль
- 1981 — Капель (фильм) — эпизодическая роль
- 1981 — Беспокойное лето — Слава, актер областного театра
- 1983 — Последний довод королей — звукооператор
- 1983 — Счастье Никифора Бубнова — эпизодическая роль
- 1984 — Володькина жизнь — артиллерист
- 1984 — Макар-следопыт — эпизодическая роль
- 1984 — Если можешь, прости — эпизодическая роль
- 1985 — Каждый охотник желает знать… — артист на съёмках
- 1985 — Легенда о бессмертии — эпизодическая роль
- 1985 — Накануне — эпизодическая роль
- 1986 — Игорь Саввович — Савков
- 1986 — И никто на свете — эпизодическая роль
- 1986 — Приближение к будущему — эпизодическая роль
- 1986 — Секретный фарватер — эпизодическая роль
- 1987 — Жменяки — селянин
- 1988 — Дорога в ад — лейтенант-автоинспектор
- 1988 — Штормовое предупреждение — рабочий
- 1990 — Война на западном направлении (телесериал) — эпизодическая роль
- 1991 — Казаки идут — эпизодическая роль
- 1991 — Подарок на именины — эпизодическая роль
- 1991 — Последний бункер — эпизодическая роль
- 1991 — Прорыв — майор-вертолётчик
- 1992 — Выстрел в гробу — эпизодическая роль
- 1992 — Ради семейного очага — офицер
- 1992 — Чувствительный милиционер — эпизодическая роль
- 1992 — Тарас Шевченко. Завещание (телесериал)
- 1993 — Заложники страха — репортер
- 1993 — Стамбульский транзит — милиционер Шалыгин
- 1994 — Выкуп — эпизодическая роль
- 1996 — Остров любви — секретарь Николая Павловича
- 2000 — Чёрная рада — эпизодическая роль
- 2001 — Заложники времени — эпизодическая роль
- 2001 — След оборотня (сериал) — эпизодическая роль
- 2002 — Сабина — сын Сталина
- 2003 — Небо в горошек — прапорщик Вишневский
- 2004 — Пепел Феникса — эпизодическая роль
- 2006 — Возвращение Мухтара (3-й сезон) — клиент, дежурный в отделении
- 2006 — Утёсов. Песня длиною в жизнь (телесериал) — эпизодическая роль
- 2007 — Возвращение Мухтара (4-й сезон) — дворник и др.